# Hill City (South Dakota)
Hill City is een plaats (city) in de Amerikaanse staat South Dakota, en valt bestuurlijk gezien onder Pennington County.

## Demografie
Bij de volkstelling in 2000 werd het aantal inwoners vastgesteld op 780.
In 2006 is het aantal inwoners door het United States Census Bureau geschat op 871, een stijging van 91 (11,7%).

## Geografie
Volgens het United States Census Bureau beslaat de plaats een oppervlakte van
2,0 km², geheel bestaande uit land. Hill City ligt op ongeveer 1676 m boven zeeniveau.

## Plaatsen in de nabije omgeving
De onderstaande figuur toont nabijgelegen plaatsen in een straal van 32 km rond Hill City.